# New York Botanical Garden

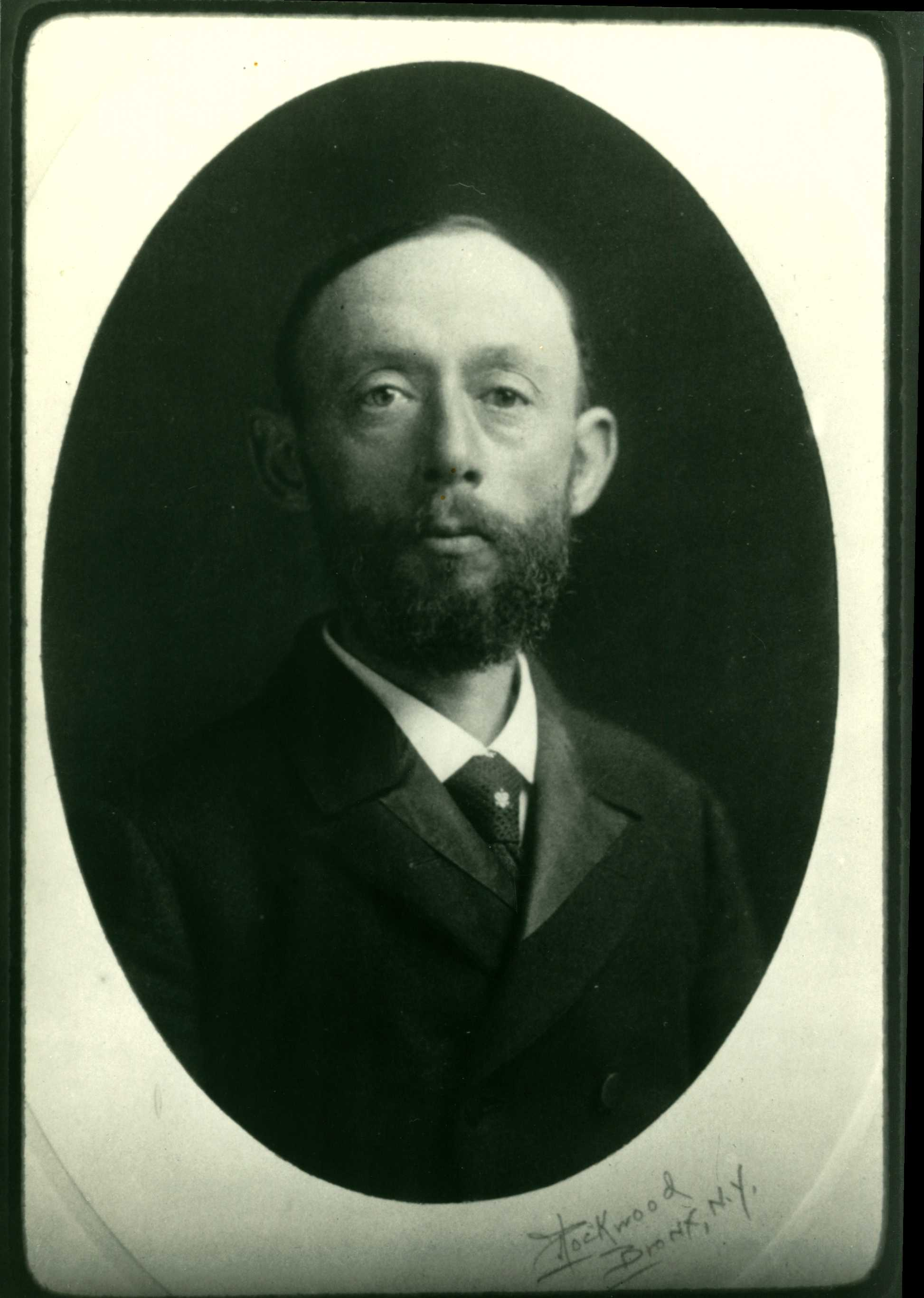
Nathaniel Lord Britton.

New York Botanical Garden (NYBG) är en botanisk trädgård i stadsdelen Bronx i New York. Det är den största botaniska trädgården i en stad i USA. Den skiljs i söder från Bronx Zoo av East Fordham Road, just väster om parken ligger Fordham University och genom parken rinner Bronx River. År 1967 skyddades NYBG som National Historic Landmark. NYBG tar inträdesavgift.

## Historia
Parken anlades på initiativ av Torrey Botanical Club (TBC, senare Torrey Botanical Society), som önskat en botanisk trädgård i New York sedan 1874. Enligt NYBG:s hemsida och Elmer Drew Merrill skall det ha varit inspiration från ett besök vid den brittiska Royal Botanical Gardens, Kew 1888 som satte igång skapandet av trädgården. Enligt NYBG var det botanikprofessorn vid Columbia University Nathaniel Lord Britton (Merrills föregångare) och hans hustru Elizabeth Gertrude Britton som varit vid Kew Gardens, enligt TBC var det John Strong Newberry. Anledningen till att mötet den 28 november i TBC tillsatte en kommitté (Emerson Ellick Sterns ordförande samt Newberry och Arthur Hollick som ledamöter - kommittén utökades senare till åtta personer, varav N.L. Britton var en) skall enligt TBC ha varit tidningsartiklar i New York Herald dagarna just innan mötet, som uppmanade till anläggandet av en botanisk trädgård i New York. Den 28 april 1891 registrerades företaget New York Botanical Garden av stadens legislatur och man lyckades, mycket genom fru Brittons insatser, 1895 äntligen få ihop de 250 000 dollar som grundplåt vilka staden krävde. Den första styrelsen bestod av Cornelius Vanderbilt (ordförande), Andrew Carnegie (vice ordförande), J.P. Morgan (kassör) och N. L. Britton (sekreterare). I maj 1896 utsågs Nathaniel Lord Britton till parkens företåndare. 1897 hade området planterats (1898 växte där 2700 arter) och museet stod klart 1899. Det stora växthuset (Enid A. Haupt Conservatory) ritades av Lord & Burham och byggdes i två etapper 1899 och 1902, med palmhuset i Kew Gardens och Joseph Paxtons Crystal Palace som förebilder och till en kostnad av 177 000 dollar.

## Föreståndare
"Executive Director" 1896-cirka 1970, "President" från cirka 1971. Titeln idag (2018) är "Chief Executive Officer and William C. Steere Sr. President".
- Nathaniel Lord Britton (1896–1929)[5]
- Elmer Drew Merrill (1930–1935)[6]
- Marshall Avery Howe (1935–1936)[7]
- Henry Allan Gleason (1937–1938)[8]
- William Jacob Robbins (1938–1958)[9]
- William Campbell Steere (1958–1972)[10]
- Howard Samuel Irwin (1973–1979)[11]
- James McNaughton Hester (1980–1989)[12]
- Gregory Long (1989–2018)[13]
- Carrie Rebora Barratt (2018–)[4]

## Anläggningar
En femtedel av den kvadratkilometerstora parken utgörs av en skog som fanns på platsen vid parkens anläggande och därutöver finns det ett femtiotal olika planteringar. Bland byggnaderna märks främst det stora växthuset, Enid A. Haupt Conservatory, uppkallat 1978 efter Enid Annenberg Haupt som donerade medel till växthusets renovering och underhåll på 1970-talet. På området finns också LuEsther T. Mertz Library som inrymmer biblioteket och William & Linda Steere Herbarium, som med sina 7 900 000 exemplar endast överträffas av Muséum national d'histoire naturelle i Paris (som hade åtta miljoner 2017). Till anläggningarna hör även det 2006 invigda forskningscentret Pfizer Plant Research Laboratory, som tillhör de ledande inom molekylärfylogenetisk forskning och har över 40 doktorander.

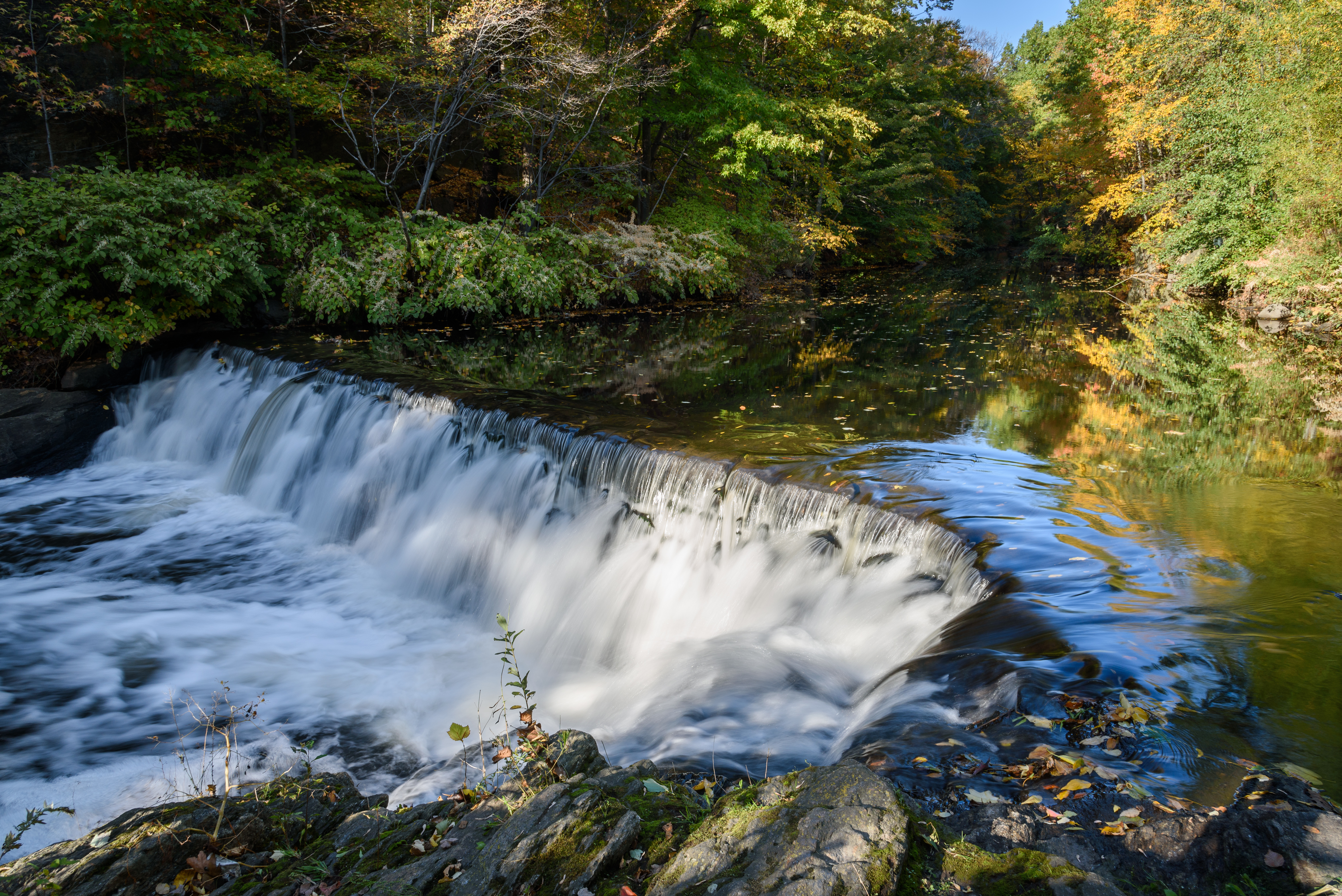
Vattenfall i Bronx River.
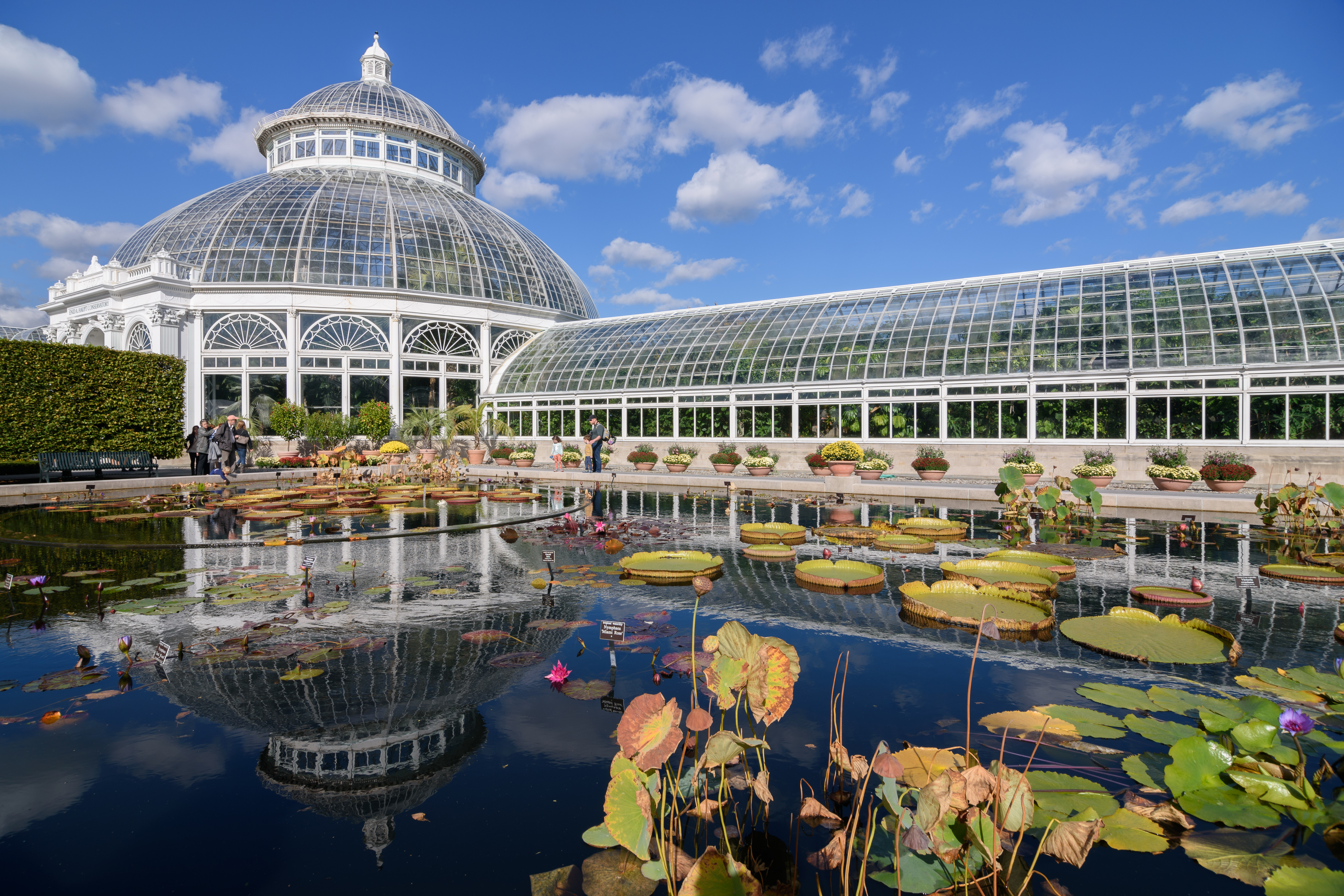
Enid A. Haupt Conservatory.
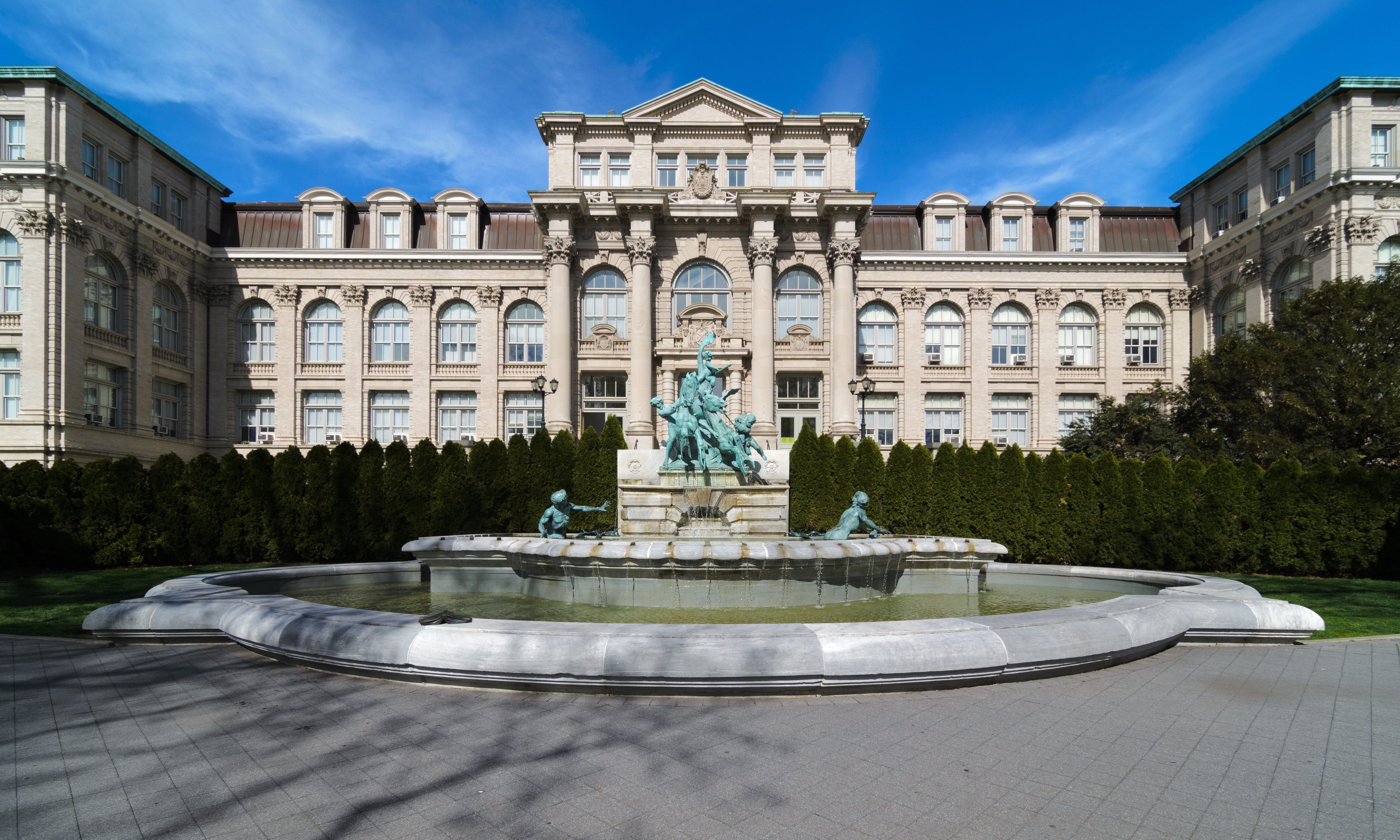
Museet som stod klart 1899 är nu LuEsther T. Mertz Library. I förgrunden Fountain of Life av Charles Eugene Tefft.
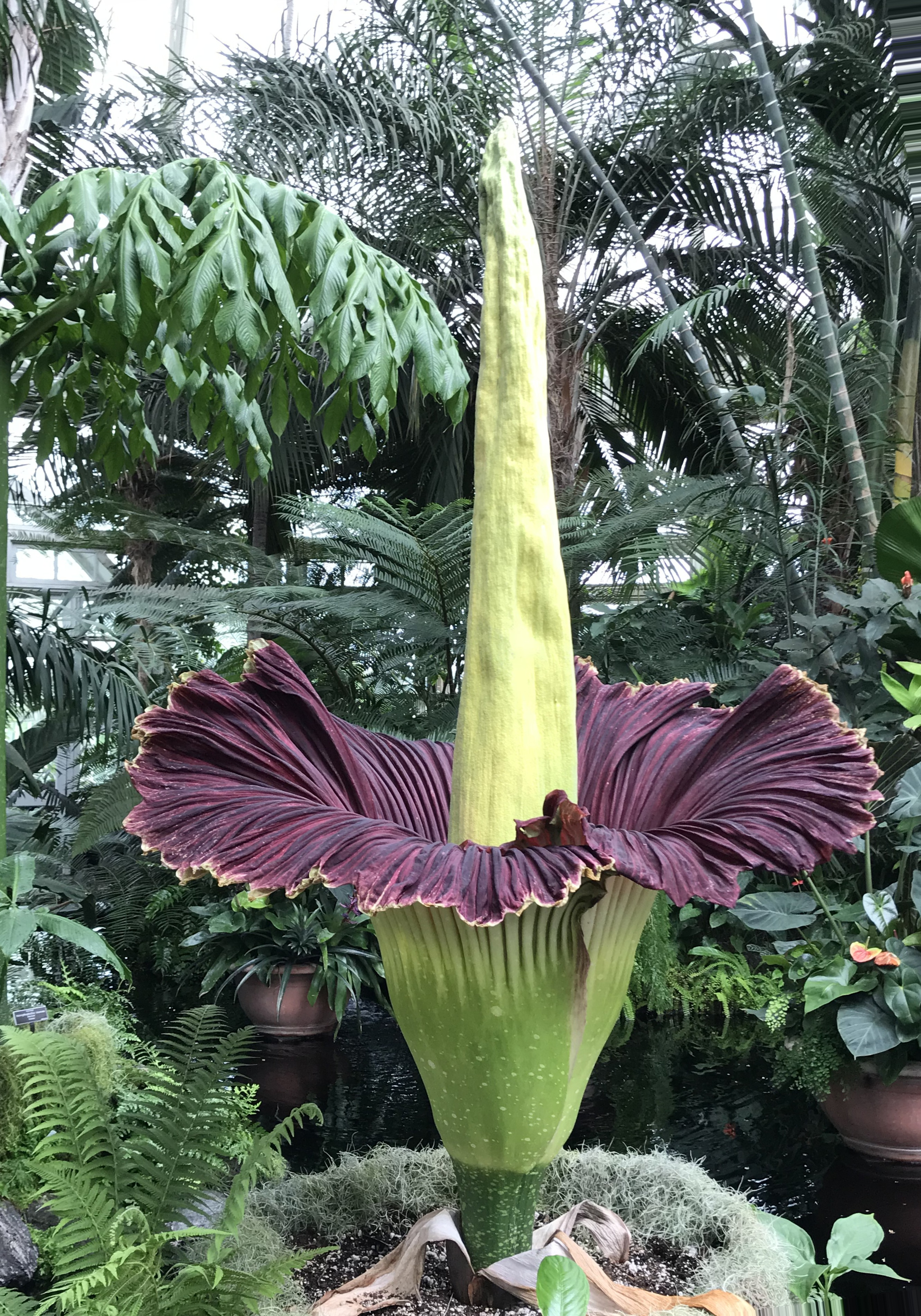
Blommande Amorphophallus titanum i växthuset.
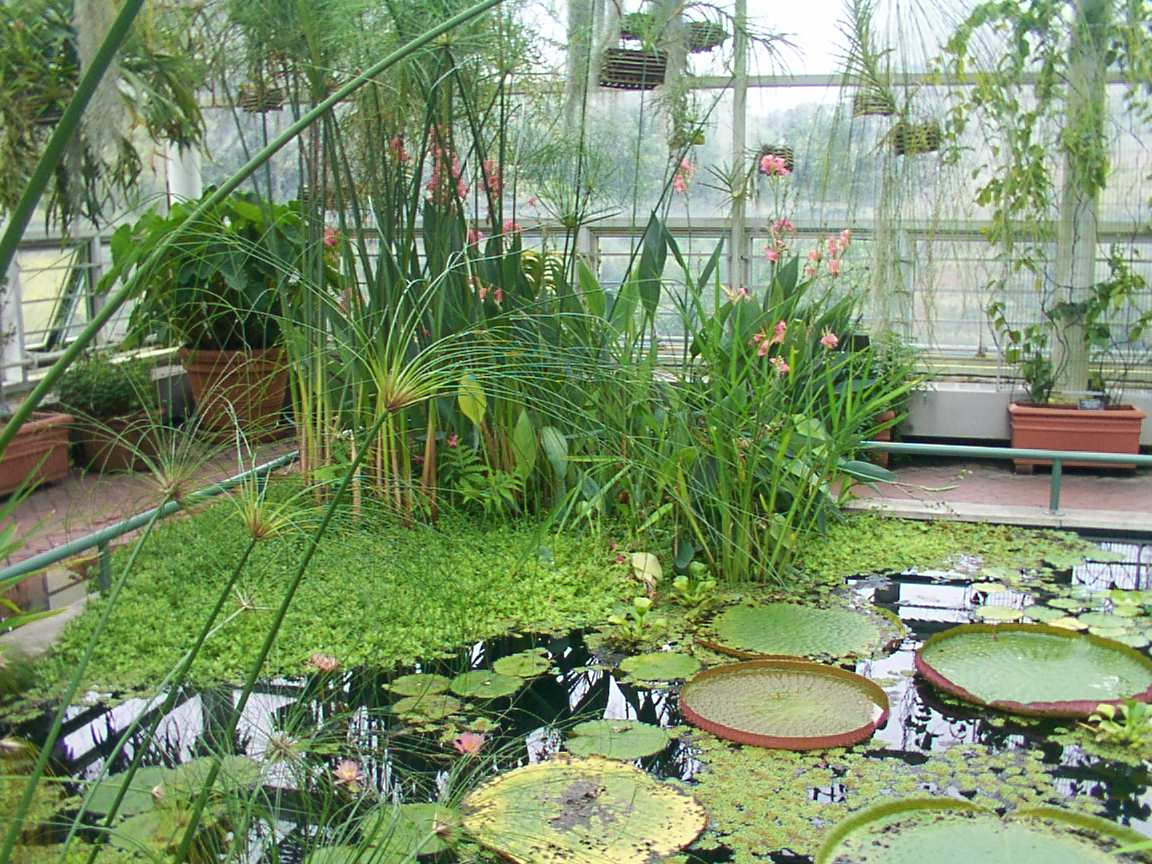
Damm i växthuset med Victoria och Papyrus.
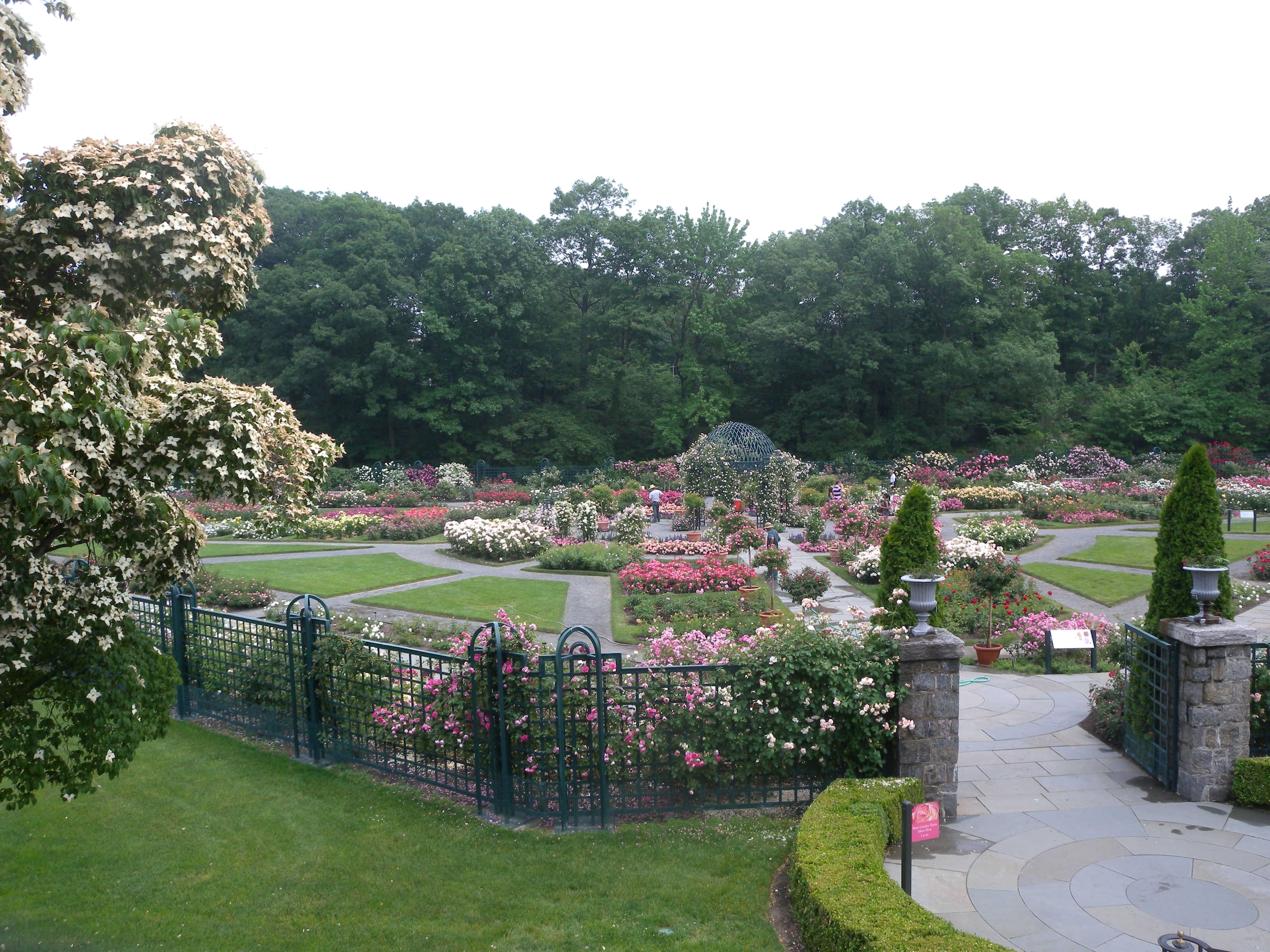
Peggy Rockefeller Rose Garden.